# نیول (آلاباما)
نیول (به انگلیسی: Newell) یک منطقهٔ مسکونی در ایالات متحده آمریکا است که در آلاباما واقع شده‌است. نیول ۲۷۴٫۹۳ متر بالاتر از سطح دریا واقع شده‌است.